# Neuroleon maroccanus
Neuroleon maroccanus är en insektsart som beskrevs av Navás 1912. Neuroleon maroccanus ingår i släktet Neuroleon och familjen myrlejonsländor. Inga underarter finns listade i Catalogue of Life.